# Sindicato Único de la Aguja
El Sindicato Único de la Aguja y Ramas Afines (SUA) es una organización sindical uruguaya del sector de la vestimenta.

## Historia
En 1901 se funda la Sociedad de Resistencia Obreros Sastres. La fundación tuvo lugar en una época en la que surgieron en Uruguay diversas "sociedades de resistencia" de trabajadores inspiradas en ideas anarquistas y socialistas, con el objetivo de luchar por la defensa de las trabajadoras y trabajadores. En 1903, bajo el nombre de Sociedad de Resistencia 'Oficiales Sastres', publica El Obrero Sastre, un periódico en el que se plasmaron las reivindicaciones de justicia de la entidad sindical.
Hacia 1921, varias sociedades, entre las que se encontraban las de obreras camiseras, obreras pantaloneras, obreras chalequeras y obreros cortadores, se unificaron en torno a la Sociedad de Resistencia Obreros Sastres para fundar el Sindicato Único de la Aguja.
Además de defender los derechos de las trabajadoras y trabajadores del sector de la confección de vestimenta, el sindicato realizó una importante tarea social y cultural. Entre estas actividades se encuentra la publicación en la década de 1920 del periódico Despertar, un periódico mensual de conocimientos generales editado para la enseñanza popular. En los números de Despertar se promovía activamente la lectura de libros y se difundían los ejemplares disponibles en la biblioteca del sindicato, a la que la entidad brindaba una atención central.
Asimismo, en diciembre de 1924 el sindicato creó el Ateneo Popular, un espacio cultural y social que desarrolló una rica historia en el país. El edificio del Ateneo Popular, de estilo art déco, tiene importancia arquitectónica y su auditorio ha sido usado durante décadas como sala teatral.
En años recientes, a partir de la reactivación de los  Consejos de Salarios y Negociación Colectiva en 2005, el sindicato participó en las rondas de negociaciones tripartitas (trabajadores, empresarios y gobierno), alcanzando varios acuerdos favorables. Se logró el establecimiento de un mayor número de categorías de trabajo, con su descripción y salario, además de otros beneficios salariales y no salariales. Entre otros logros del SUA en la negociación colectiva, se encuentra un feriado pago por el día del trabajador de la aguja y la conmemoración del 8 de marzo (Día Internacional de la Mujer) y del 25 de noviembre (Día Internacional de la Eliminación de la Violencia contra la Mujer) con actividades acordadas entre empresas y trabajadores, que se consideran horas trabajadas sin pérdida de incentivos por presentismo.

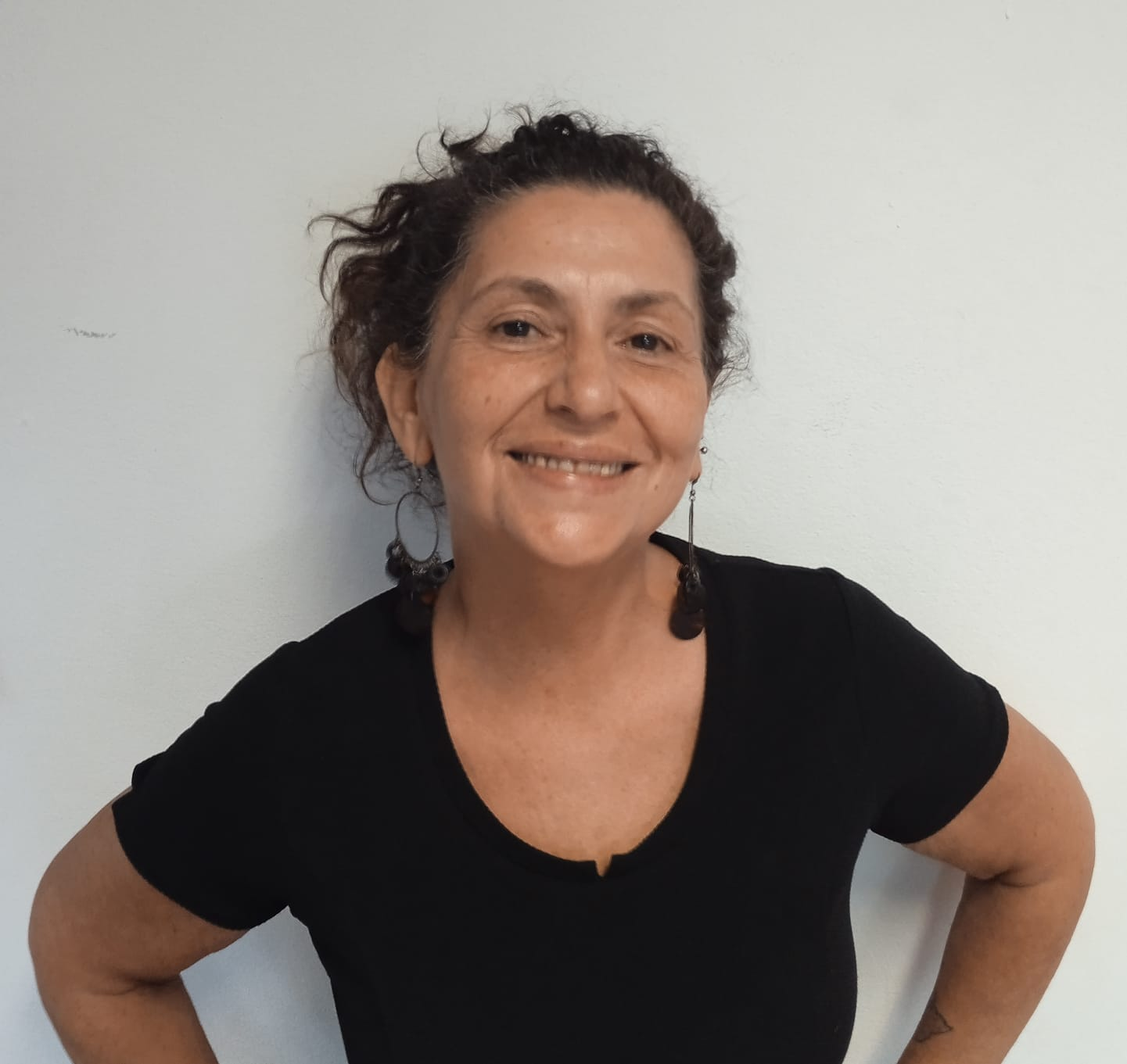
Foto de la secretaria general de la Aguja, integrante del Secretariado Ejecutivo del Pit Cnt y responsable en el mismo de la Secretarìa de Género, Equidad y Diversidad.

## Estructura
El Sindicato Único de la Aguja está afiliado al PIT-CNT e integra su Mesa Representativa. Según los datos del propio sindicato, en 2018 contaba con entre 2.500 y 3.000 personas afiliadas. Su secretaria general es Flor de Liz Feijoo. El sindicato representa a una rama laboral históricamente feminizada, lo que genera la particularidad de que se encuentra entre los pocos sindicatos de Uruguay cuyos consejos directivos están integrados por una mayoría de mujeres.

## Sede
Tiene sede en la calle Río Negro 1180, en Montevideo.